# ميشال سادلييك
ميشال سادلييك (مواليد 31 مايو 1999) هو لاعب كرة قدم تشيكي يلعب في مركز خط الوسط في نادي تفينتي أنشخيدة.

## روابط خارجية
- ميشال سادلييك على موقع الاتحاد الأوربي (الإنجليزية)
- ميشال سادلييك على موقع قاعدة بيانات كرة القدم.إي يو (الإنجليزية)
- ميشال سادلييك على موقع ناشيونال فوتبول تيمز (الإنجليزية)
- ميشال سادلييك على موقع Soccerway.com (الإنجليزية)
- ميشال سادلييك على موقع عالم كرة القدم.نت (الإنجليزية)